# 篠原保之
篠原 保之（しのはら やすゆき、享保18年（1733年） - 寛政9年3月8日（1797年4月4日））は、江戸時代中期から後期にかけての加賀藩士。家老・若年寄・前田斉敬御用主附。通称は弥助、主水、織部。石高は4000石。家紋は左三つ巴。菩提寺は桃雲寺で、戒名は円月院殿春山道清居士。
篠原本家第6代当主。正室は、加賀八家・前田孝貞の次男、前田孝和の娘、真光院殿戒月慧忍大姉。

## 生涯
父は第5代当主・篠原幸昭。母は加賀八家筆頭・前田直堅（近江守）の娘で、加賀騒動の一方の渦中の人物前田直躬の姉にあたる。篠原織部保之は、加賀騒動の余波が続く中、藩主前田重教・治脩に仕え、幕府が田沼時代という時代の転換期に藩政の中枢を担った。宝暦4年（1754年）、新堂形請取火消。宝暦5年（1755年）、如来寺請取火消。宝暦10年（1760年）4月、公事場奉行、御奏者番。明和4年（1767年）9月、寺社奉行。明和8年（1771年）10月、若年寄。安永2年（1773年）2月、家老兼若年寄。天明6年（1786年）10月、前田斉敬御用主附。寛政9年（1797年）3月8日に死去した。桃雲寺で葬儀が執り行われ、野田山墓地に葬られた。